# Estratarca
Estratarca (em grego: στρατάρχης; plural: stratarchai) foi um título e ofício do Império Bizantino atribuído a generais bem sucedidos. Na atualidade corresponde ao posto de marechal de campo no exército grego.

## Império Bizantino

Insígnia do estratarca durante o Reino da Grécia.

O termo teve origem no Império Bizantino, onde nos séculos IX-XI os estratarcas eram uma classe de altos funcionários encarregados das finanças militares e da administração, incluindo o heteriarca (comandante dos guardas mercenários), o drungário da frota imperial, o logóteta dos rebanhos que supervisionou o exército e a criação de cavalos nas fazendas, o Conde do estábulo e o protoespatário dos homens do imperador (basilikoi anthropoi).
No final do século XI, este significado técnico foi esquecido, e o termo estratarca, juntamento com suas variantes tais como grande estratarca (megas stratarches) e panestratarca (panstratarches), passou a ser usado como um epíteto honorífico de generais importantes. Nesta utilização, é por exemplo, usado para descrever o famoso herói literário Digenis Acritas ou famosos comandantes do passado, tais como Belisário.

## Reino da Grécia
Na história grega moderna, o título moderno (transliterado stratarchis) mantém a última conotação, e foi utilizado oficialmente durante a guerra de independência grega pelos dois mais bem sucedidos comandantes gregos: Theodoros Kolokotronis na Moreia (Peloponeso) e Georgios Karaiskakis na Grécia Central. Desde então tem sido geralmente utilizado como uma dignidade similar a um marechal de campo. Nesta capacidade, o título foi concedido pela primeira vez ao rei Constantino I, em 1913, após as vitoriosas Guerras dos Bálcãs.
Seu filho, o rei Jorge II, também recebeu em 1939 o título, de modo que todos os demais monarcas gregos o receberam até a abolição da monarquia em 1974. Além dos monarcas, apenas dois oficiais profissionais foram premiados com a classificação: o tenente-general Theodoros Grivas em 23 de outubro de 1862 por sua liderança na revolta que levou à destituição do rei Oto I e o general Alexandros Papagos em 28 de outubro de 1949 em reconhecimento dos seus serviços durante a guerra Greco-Italiana e a guerra civil grega; Grivas faleceu antes de receber o título pessoa.